# Matic Benedik
Matic Benedik, slovenski smučarski skakalec, * 3. marec 1993, Slovenija.
Benedik je član kluba SSK Alpina Žiri. V kontinentalnem pokalu je dosegel pet drugih mest in eno tretje. V svetovnem pokalu je debitiral 10. marca 2013, ko je na tekmi v Lahtiju zasedel 45. mesto. Pet dni kasneje je v svojem tretjem nastopu v svetovnem pokalu v Trondheimu izenačil 45. mesto kot svojo najboljšo uvrstitev v svetovnem pokalu.